# Cefalización
La cefalización es el proceso evolutivo que tiende a la aglutinación de los receptores sensoriales en la zona anterior del cuerpo, formándose así una cabeza que será el centro del sistema nervioso central. Esto es posible gracias a la simetría bilateral, que define un eje de simetría a partir del plano sagital, dividiendo el cuerpo en mitades simétricas izquierda y derecha, y asignando consecuentemente un eje antero-posterior y una dirección de movimiento. Este proceso se ha dado en la mayoría de los grupos pertenecientes al reino Animalia (Bilateria), ya que infiere una mayor capacidad de consecución del alimento y de huir de o ir hacia un estímulo externo.
El grado de cefalización es variable en los distintos filos bilaterales; muchos poseen una cabeza incipiente, aunque el máximo grado de cefalización se da en artrópodos (sobre todo insectos) y vertebrados; en estos animales, la cabeza están fuertemente diferenciada del resto del cuerpo y provista de órganos sensoriales muy eficientes. Dentro de los bilaterales, hay también grupos sin cabeza (bivalvos, briozoos, etc.).